# Cesare Borgia
 Der er for få eller ingen kildehenvisninger i denne artikel, hvilket er et problem. Du kan hjælpe ved at angive troværdige kilder til de påstande, som fremføres i artiklen.

Cesare Borgia (født 13. september 1476, 12. marts 1507) formodes at være uægte søn af den spanske kardinal Rodrigo Borgia (senere Pave Alexander VI) og bror til Lucrezia Borgia.
Cesare blev født af Rodrigo Borgias formodede elskerinde Giovanna Vanozza Catanei, der også fødte ham Giovanni (Juan), Lucrezia og Goffredo (Jofre). Cesare læste jura og blev derefter kardinal, da han blot var 18 år. Sideløbende blev hans ældre bror Juan Borgia, der var Rodrigo Borgias yndlingssøn, generalkaptajn for pavedømmets styrker. Cesare indså, at hans liv som kardinal ville lede ham i en blindgyde; hans bror ville få alt. Han vidste præcis, hvad han måtte gøre. Juan Borgia skulle skaffes af vejen.
I 1499 var Juan død, og Cesare blev generalkaptajn. Han fik en kongelig fransk brud og sikrede sig dermed også hendes titel og en alliance med kong Ludvig 12. af Frankrig. Sammen med Kong Ludvig 12.'s styrker marcherede Cesare mod Romagna. Hans nådesløse stræben efter magt var uden fortilfælde. Da Cesare erobrede Faenza, tilbød han den højtelskede herre af byen, den galante 17-årige Astorre III Manfredi en plads i sin hær. Astorre og Cesare kom virkelig godt ud af det sammen, men Astorre udgjorde samtidigt en trussel: han var herre af Faenza på grund af sin afstamning. Så da Cesare vendte tilbage til Rom, fik han både Astorre og hans yngre bror druknet ved at beordre tunge sten bundet om deres fødder, hvorefter han lod dem tage en dukkert i Tiberen. Cesare viste også sit værd som general. Han indtog byen Urbino uden kamp ved Pavens hjælp. Planen var enkel: Paven bad om at låne artilleri fra hertugen, hans formodede allierede. I det øjeblik, hvor hertugen havde sendt artilleriet af sted, var Urbino forsvarsløs, og Cesare trængte ind i byen.
Cesare var en gåde for alle omkring ham. Isabella d'Este sendte fx 100 masker til ham for at lykønske ham med en sejr. Cesares drivkraft var uigennemskuelig for hans fjender og hans handlinger brutale. Cesare Borgia ses ofte som personliggørelsen af Machiavellis Fyrsten.